# رسم معماري (فن)

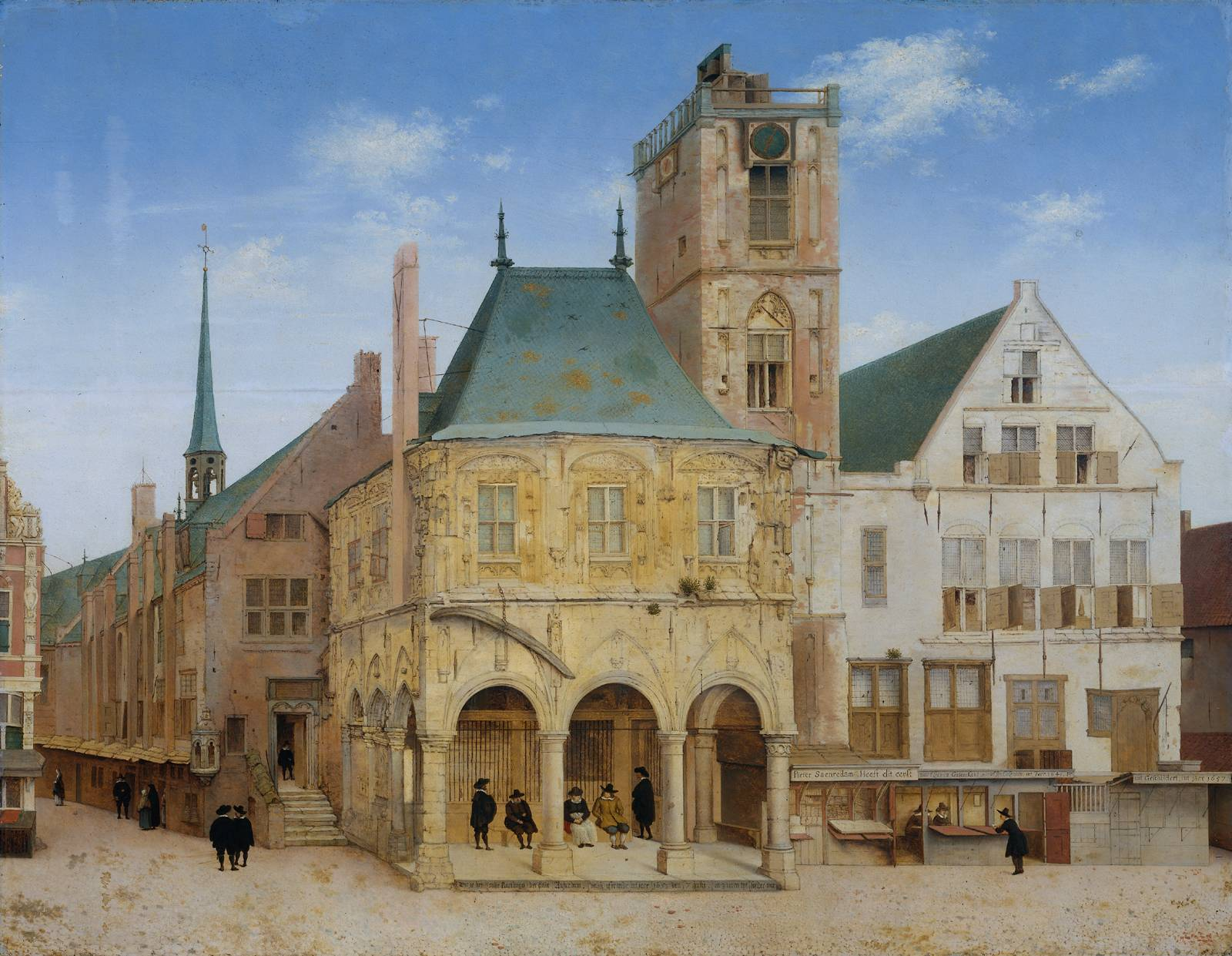
قاعة مدينة أمستردام القديمة بواسطة بيتر يانش سينريدم. ، 1657 ، الآن في متحف ريكز في أمستردام

الرسم المعماري أو رسم العمارة (بالإنجليزية: Architecture painting/Architectural painting)‏هو شكل من أشكال الرسم حيث ينصب معظم التركيز على الهندسة المعمارية ، بما في ذلك المناظر الخارجية والداخلية. بينما كانت العمارة موجودة في العديد من اللوحات والإضاءات المبكرة ، فقد تم استخدامها بشكل أساسي كخلفية أو لتوفير إنسجام للوحة. في عصر النهضة، استخدمت العمارة للتأكيد على وجهة نظر وخلق شعور من العمق، كما فعل الفنان مازاتشو عند رسمه لوحة الثالوث الأقدس منذ 1420.
في الفن الغربي ، تم تطوير الرسم المعماري كنوع مستقل في القرن السادس عشر في فلاندرز وهولندا ، ووصل إلى ذروته في الرسم الهولندي في القرنين السادس عشر والسابع عشر.   في وقت لاحق ، تم تطويره كواحد من أدوات الرسوم الرومانسية، على سبيل المثال ، أصبحت مناظر الآثار تحظى بشعبية كبيرة.ونجد أن الفن النوعي مرتبطا جدا بالوهم المعماري والخداع البصري وخاصة لوحات السقف ثلاثية الأبعاد الخادعة للبصروالمظاهر المدنية(مناظر المدينة).

## فنانون غربيون متخصصون في الرسم المعماري

### القرن السادس عشر

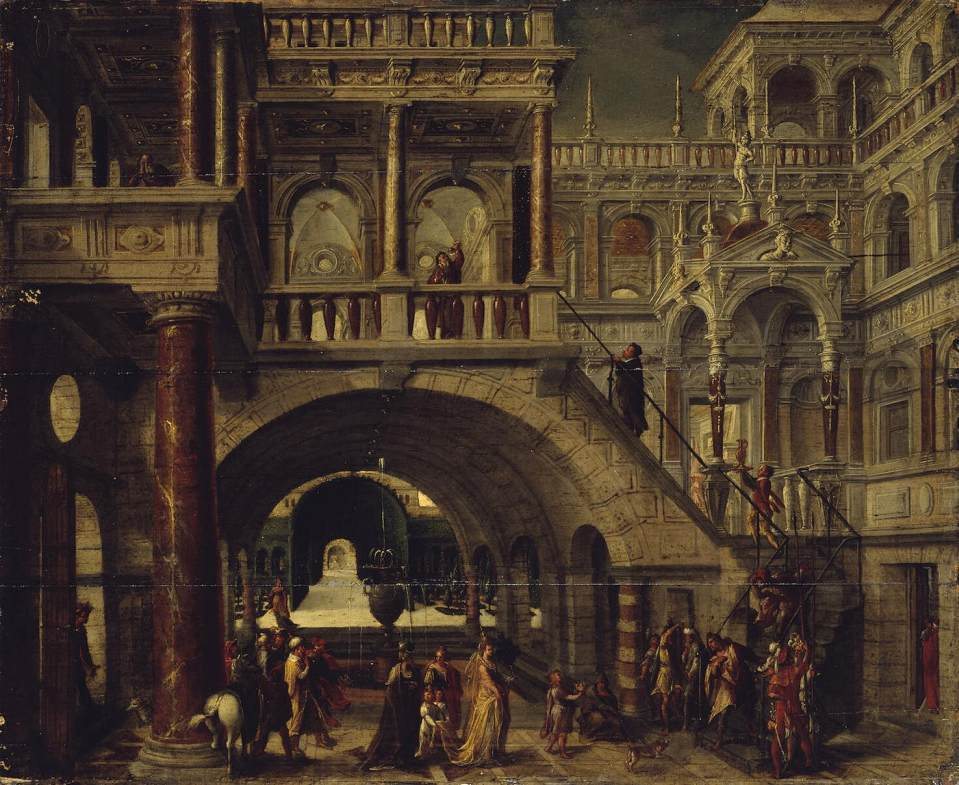
منظر معماري لهانس فريدمان دي فريس ، الآن في متحف هيرميتاج

شهد القرن السادس عشر تطور الرسم المعماري كنوع منفصل في الفن الغربي. كانت المراكز الرئيسية في هذه الفترة هي فلاندرز وهولندا. كان أول رسام معماري مهم هو الهولندي هانز فريدمان دي فريس (1527-1607) ، الذي كان مهندسًا معماريًا ورسامًا.  ومن بين طلابه ، في كل من فلاندرز وهولندا ، أبنائه سالومون و باول و هندريك فان ستينويج الأول . من خلالهم ، تم تعميم هذا الفن النوعي وقد حولت عائلته وطلابه هذا الفن إلى أحد المجالات الرئيسية لرسومات العصر الذهبي الهولندي .

#### فلاندرز
- سالومون فريدمان دي فريس (1556-1604)
- بول فريدمان دي فريس (1567-1617)
- هندريك أيرتس (بين 1565 و 1575-1603)

#### هولندا

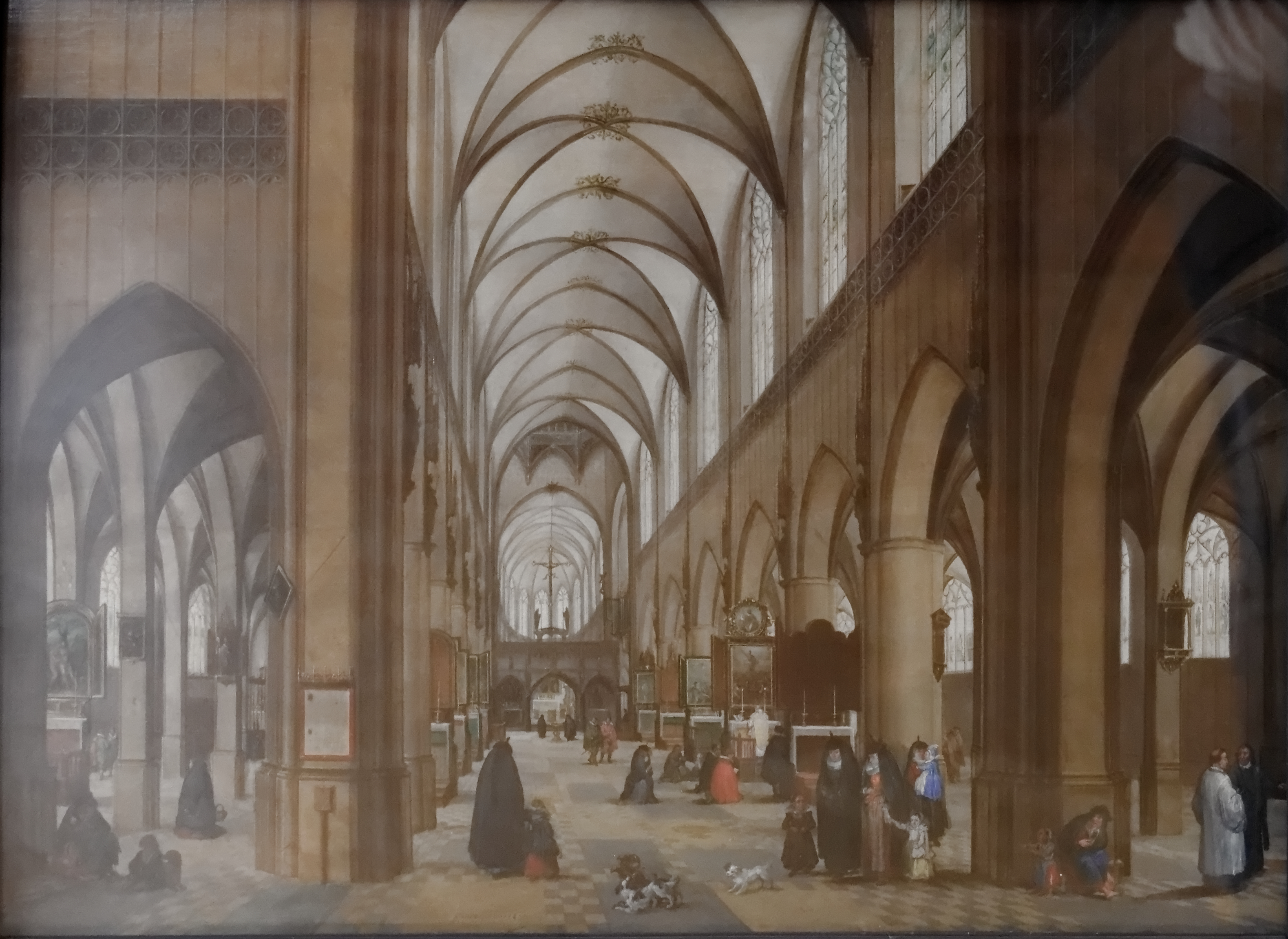
كاتدرائية أنتويرب بواسطة هندريك فان ستينويك الأول ، الآن في متحف الفنون الجميلة في بودابست

- هانس فريدامان ده فريس (1527 – 1607)
- هندريك فان ستينويك I (1550 – 1603)، كان أول المتخصصين في الديكورات الكنسية.

### القرن ال 17

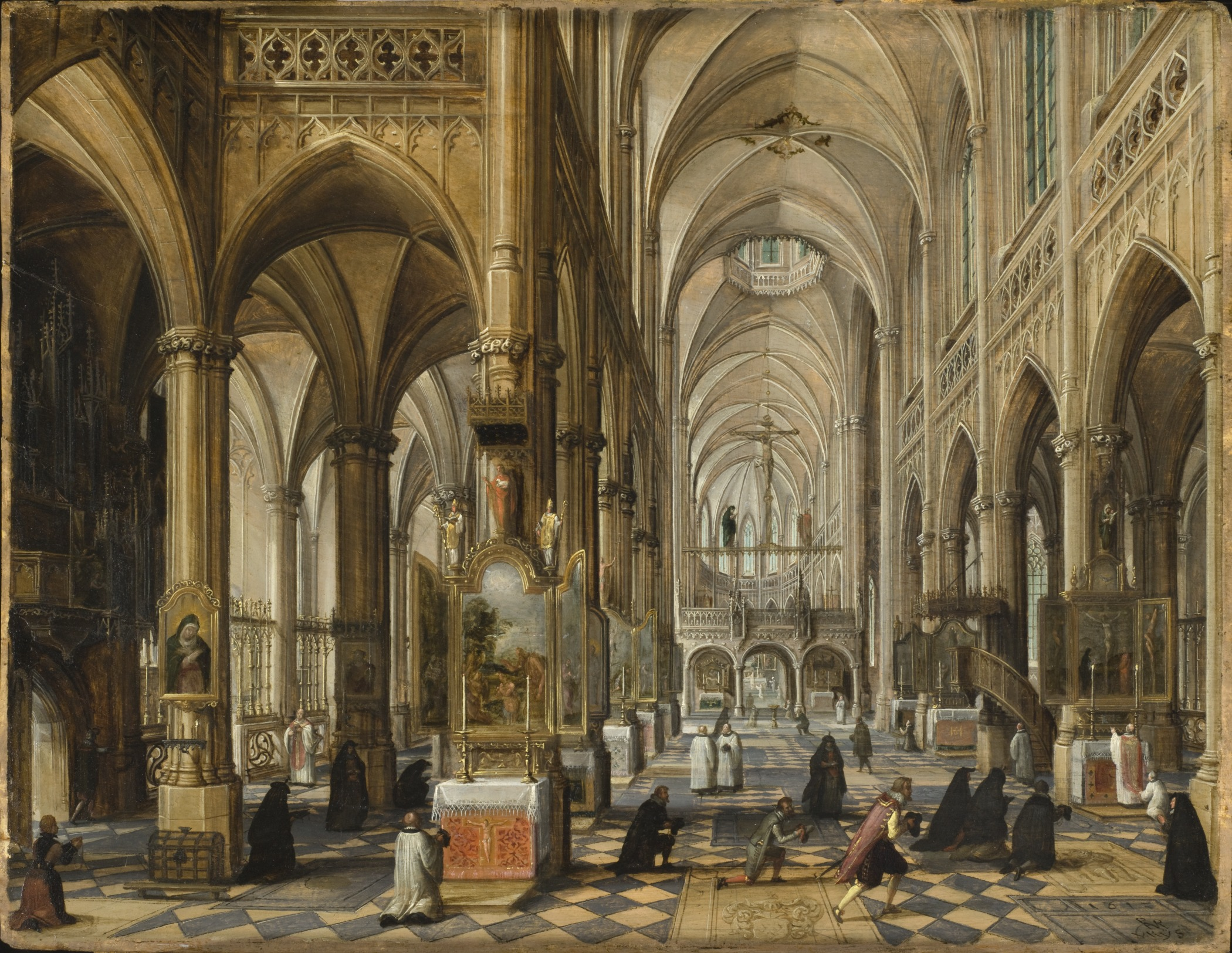
باول فريدمان دي فرايس ، 1612 ، داخل كاتدرائية قوطية ، الآن في متحف مقاطعة لوس أنجلوس للفنون

#### فلاندرز
- بيتر نيفس الأكبر (1578-1656)
- هندريك فان ستينويك الثاني (حوالي 1580–1649)
- لوديويجك نيفس (1617-1649)
- وولفجانج دي سميت (1617–1685)
- بيتر نيفس الأصغر (1620-1675)
- إيراسموس دي بي (1629-1675) ، بين مناظر المدينة والرسم المعماري المناسب
- فيلهلم شوبرت فان إهرنبرغ (1630 - 1676)
- يعقوب فرديناندوس ساي (1658 - بعد 1726)
- ليفين كرويل (1634-1720)

#### إيطاليا
- فيفيانو كودازي (1606-1670)
- أسكانيو لوتشيانو (1621-1706)

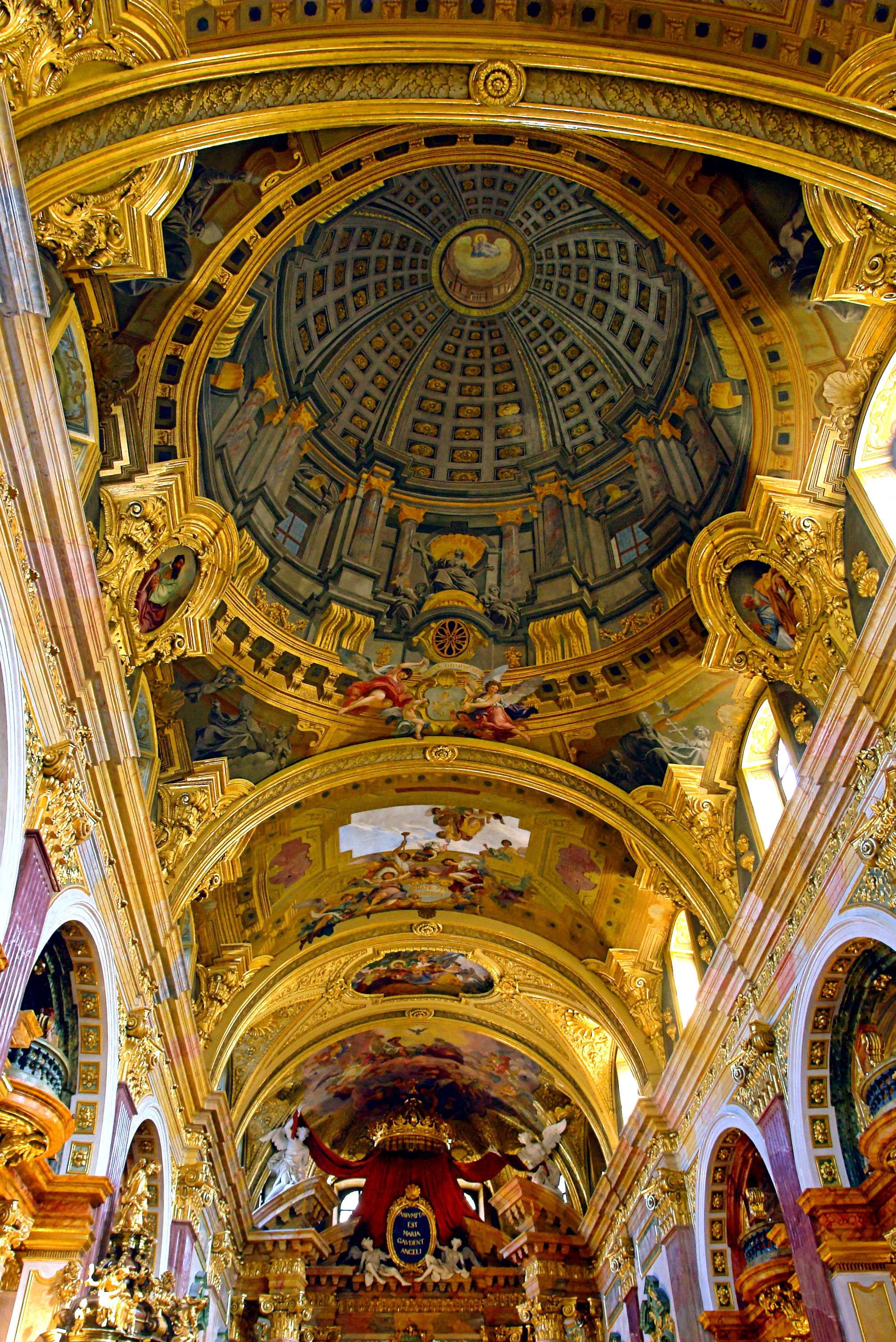
أندريا بوزو ، 1703 ، لوحة سقف وهمية في الكنيسة اليسوعية ، فيينا

- أندريا بوزو (1642-1709) ، لوحات الخداع البصري بشكل أساسي
- لويجي كويني (1643-1717) ، ليس رسامًا معماريًا خالصًا ، ولكنه مساهم في الهندسة المعمارية في لوحات أخرى.

#### هولندا

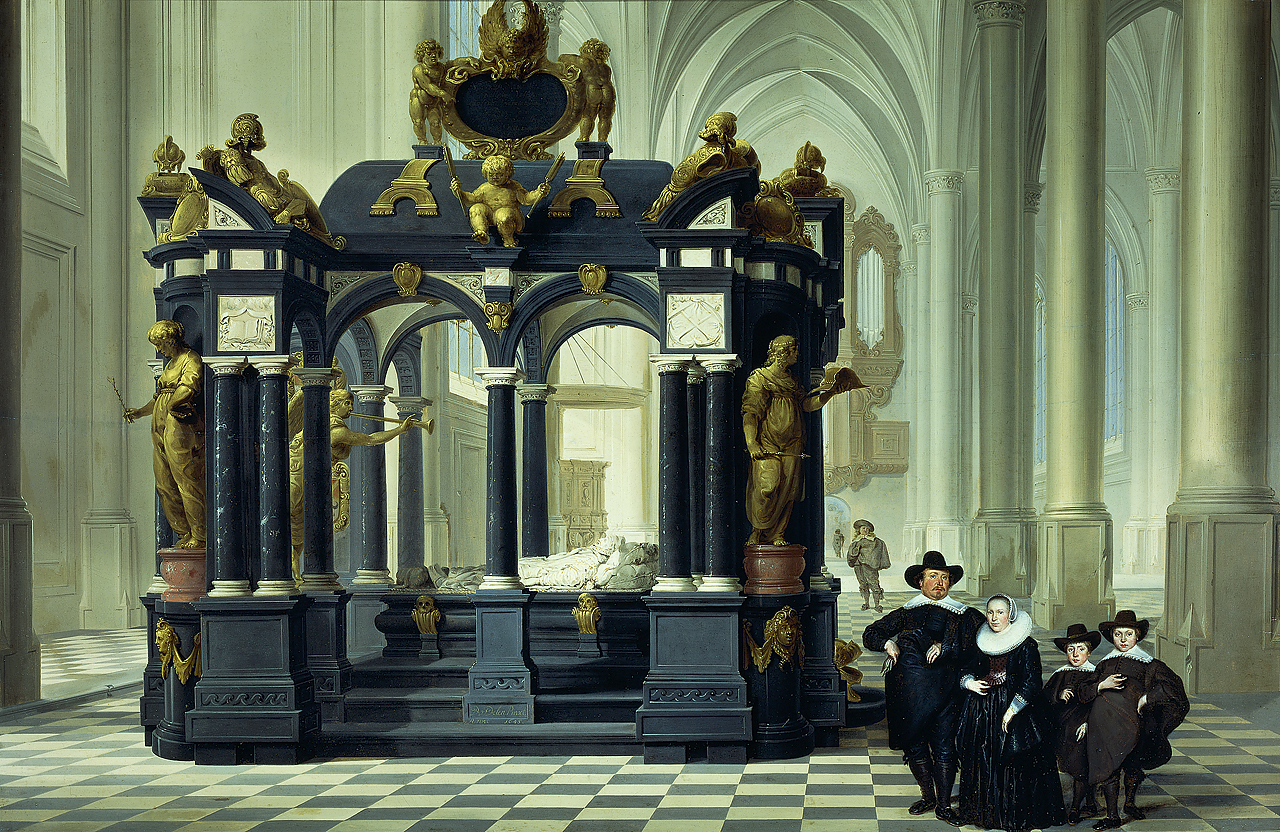
ديرك فان ديلين ، 1645 ، عائلة بجانب قبر فيليم الأول في نيو كيرك ، ديلفت ، الآن في متحف ريجكس

في القرن السابع عشر ، أصبح الرسم المعماري أحد الأنواع الرائدة في العصر الذهبي الهولندي ، جنبًا إلى جنب مع رسم البورتريه والمناظر الطبيعية. من بين الرسامين الهولنديين البارزين من هذا النوع:
- هندريك فان ستينويك الثاني (1580-1649)
- بارثولوميو فان باسن (1590-1652)
- بيتر فان دير ستوك (1593-1660)
- بيتر يانش. Saenredam (1597-1665)
- جيرارد هوكجيست (1600-1661)
- سوزانا فان ستينويك (1601-1664)
- ديرك فان ديلين (1605-1671)
- دانييل دي بلييك (سي 1610-1673)
- هندريك كورنيليش. فان فليت (1612-1675): تصميمات داخلية للكنيسة بشكل أساسي.
- إيمانويل دي ويت (1617-1692)
- جوب آدريانسون برخيد (1630-1693)
- جان فان دير هايدن (1637-1712)
- جيريت أدريانزون بيركهيد (1638-1698)
- كاسبار فان ويتل (1652 أو 1653-1736)

### القرن ال 18

#### فرنسا
- جاك دي لاجوي (1687-1761)

#### إيطاليا
اللوحات المعمارية، وما يتصل بها من مناظر مصورة (vedute) أو مناظر المدينة، و قد كانت شعبية خاصة في القرن ال18 إيطاليا. هناك فن نوعي آخر ارتبط ارتباطًا وثيقًا بالرسم المعماري وهو كابريشيو (Capriccios)، حيث الخداع البصري والتركيز على الهندسة المعمارية الخيالية.
- ستيفانو أورلاندي (1681-1760)

#### هولندا
- كورنيليس برونك (1691-1759)
- يناير تن كومبي (1713-1761)

### القرن ال 19

#### النمسا
- رودولف فون ألت (1812-1905)

#### بلجيكا
- جول فيكتور جينيسون (1805-1860)
- جان بابتيست فان موير (1819-1884)

#### الدنمارك

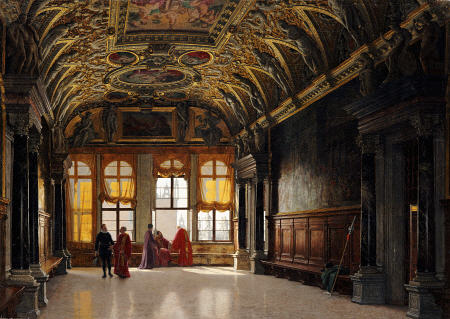
هاينريش هانسن ، "Sala Delle QuattroPorte ، في قصر دوجي ، البندقية" ، 1883

- هاينريش هانسن (1821-1890)
- جاكوب كورنيروب (1825-1913)
- مارتينوس رورباي (1803-1848)

#### فرنسا
- تشارلز ماري بوتون (1781-1853)

#### ألمانيا
- فيلهلم بارث (1779-1852)
- مايكل نير (1798-1876)
- إدوارد جارتنر (1801-1877)
- ماكس إيمانويل أينميلر (1807-1870)
- فريدريش أوجوست إلساسر (1810-1845)
- هيرمان جيميل (1813-1868)
- أدولف سيل (1829-1907)

#### إيطاليا
- جيوفاني ميليارا (1785-1837)
- فيديريكو موجا (1802-1885)

#### المملكة المتحدة

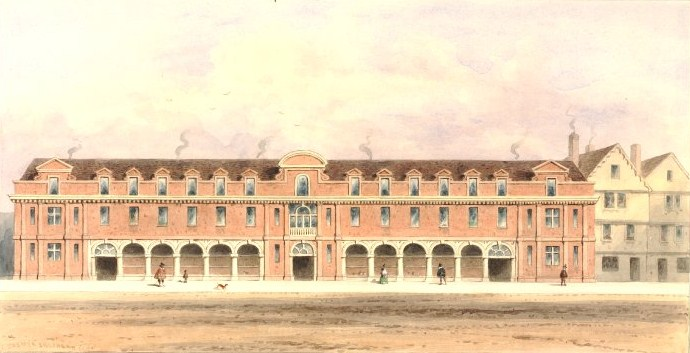
توماس.ه.شيفيرد ، 1853 ، بنك إنجلترا الجديد ، الآن في المتحف البريطاني

- صموئيل بروت (1783-1852) ، ألوان مائية
- توماس إتش شيبرد (1792-1864) ، ألوان مائية

### الفن الحديث
- كولين كامبل كوبر ، لوحات لناطحات السحاب
- يوجينيوس مولسكي ، رسام بولندي

## اللوحة المعمارية الصينية
في الصين ، كانت اللوحة المعمارية تسمى " jiehua " ، وكان يُنظر إليها بشكل أساسي على أنها نوع أدنى من اللوحات. من أشهر أساتذة هذا النوع رسام القرن العاشر جو شانج شو و وانج زنبنج الذان كانا نشطين حوالي عام 1300. 

## الفرق بين فن الرسم المعماريوالرسم المعماري الهندسي
فن الرسم المعماري يهتم بتصوير ورسم مبنى موجود أو متخيل ويعد شكلا من أشكال فن الحياة اليومية والغرض منه فني لإيصال فكرة أو تخليد ذكرى.
أما الرسم الهندسي المعماري يقوم من خلاله المهندس المعماري بانشاء تصميم لمبنى جديد بغرض عرض الفكرة وتنفيذها على أرض الواقع لبناء مبنى ما.